# Temporada da NBA de 1960–61
A temporada da NBA de 1960-61 foi a 15ª temporada da National Basketball Association (NBA). Ela encerrou com o Boston Celtics conquistando o campeonato da NBA após derrotar o St. Louis Hawks por 4-1 nas finais da NBA.

## Resultado final

### Divisão Leste
| Time                  | V  | D  | %    | JA |
| --------------------- | -- | -- | ---- | -- |
| Boston Celtics C      | 57 | 22 | .722 | -  |
| Philadelphia Warriors | 46 | 33 | .582 | 11 |
| Syracuse Nationals    | 38 | 41 | .481 | 19 |
| New York Knicks       | 21 | 58 | .266 | 36 |

### Divisão Oeste
| Time               | V  | D  | %    | JA |
| ------------------ | -- | -- | ---- | -- |
| St. Louis Hawks    | 51 | 28 | .646 | -  |
| Los Angeles Lakers | 36 | 43 | .456 | 15 |
| Detroit Pistons    | 34 | 45 | .430 | 17 |
| Cincinnati Royals  | 33 | 46 | .418 | 18 |

C - Campeão da NBA

## Líderes das estatísticas
| Categoria        | Jogador          | Time                  | Est.  |
| ---------------- | ---------------- | --------------------- | ----- |
| Pontos           | Wilt Chamberlain | Philadelphia Warriors | 3,033 |
| Rebotes          | Wilt Chamberlain | Philadelphia Warriors | 2,149 |
| Assistências     | Oscar Robertson  | Cincinnati Royals     | 690   |
| Arremessos (%)   | Wilt Chamberlain | Philadelphia Warriors | 50.9  |
| Tiros livres (%) | Bill Sharman     | Boston Celtics        | 92.1  |

## Prêmios
- Jogador Mais Valioso: Bill Russell, Boston Celtics
- Revelação do Ano: Oscar Robertson, Cincinnati Royals

- All-NBA Primeiro Time:
  - Wilt Chamberlain, Philadelphia Warriors
  - Bob Cousy, Boston Celtics
  - Oscar Robertson, Cincinnati Royals
  - Bob Pettit, St. Louis Hawks
  - Elgin Baylor, Los Angeles Lakers